# Festival Internacional de Cine de San Sebastián 1979
La 27.ª edición del Festival Internacional de Cine de San Sebastián tuvo lugar entre el 8 y el 19 de septiembre de 1979. Este sería el último año en el que el Festival retuvo la máxima categoría A (festival competitivo no especializado) de la FIAPF. En 1980, perdería dicha condición y no la recuperaría hasta 1986, cuando le fue reconocida de nuevo la categoría A. 

## Desarrollo
Se inauguró el 8 de septiembre por el alcalde de San Sebastián Jesús María Alkain Martikorena y recibió el apoyo colectivo a favor de los presos vascos. Se proyectó fuera de concurso Manhattan de Woody Allen. El presidente del comité organizador, Julio Caro Baroja, señala que el presupuesto del festival (45 millones de pesetas) es bastante modesta. El día 9 se proyectaron De försvunna de Sergio Castilla (sobre los torturados a Chile) y la israelita The Magician of Lublin. El día 10 Companys, procés a Catalunya y Im Feuer bestanden, y a la sección informativa la tercera parte de La batalla de Chile. El día 11 visitó el festival el actor Dana Andrews y se proyectó de la sección oficial la cubana Aquella larga noche y Alien: el octavo pasajero, y de la sección "panorama de arte y ensayo" El enemigo principal, del boliviano Jorge Sanjinés, John Glückstadt de Ulf Miehe y Der Fangschuß de Volker Schlöndorff. El día 12 se proyectaron 'El año de la peste y Salut i força al canut, a la vez que se anunciaba que finalmente no se proyectaría Operación Ogro de Gillo Pontecorvo y sería sustituida per Il prato de los Hermanos Taviani. El día 13 se proyectaron Alien: el octavo pasajero y el día 14 El proceso de Burgos, no exenta de polémica, y Le rose di Danzica. El día 15 se proyectaron Die blinde Eule y Il prato en la sección oficial, y en la sección informativa Még kér a nép de Miklós Jancsó y Canoa de Felipe Cazals, y en la de Nuevos Realizadores Un'emozione in più de Francesco Longo. El día 16 se proyectaron Angi Vera y Mamá cumple cien años, el 17 La triple muerte del tercer personaje y Zmory, y el 18 La luna, Il piccolo Archimede y El corredor. El día 19 se proyectó fuera de concurso Apocalypse Now y en la sección informativa El corazón del bosque de Manuel Gutiérrez Aragón y se entregaron de los premios.

## Jurados
Jurado Oficial
- Christian Ferry
- Emilio García Riera
- Marc Légasse
- Emil Loteanu
- Dušan Makavejev
- Angel Sánchez-Harguindey
- Florestano Vancini

## Películas

### Programa Oficial
Las 19 películas siguientes fueron presentadas en el programa oficial:
| Título en España                      | Título original                        | Director(es)                         | País    |
| ------------------------------------- | -------------------------------------- | ------------------------------------ | ------- |
| Alien: el octavo pasajero             | Alien                                  | Ridley Scott                         | EE. UU. |
| Angi Vera                             | Angi Vera                              | Pál Gábor                            | Hungría |
| Aquella larga noche                   | Aquella larga noche                    | Enrique Pineda Barnet                | Cuba    |
| Companys, procés a Catalunya          | Companys, procés a Catalunya           | Josep Maria Forn                     | España  |
| Prisioneros desaparecidos             | De försvunna                           | Sergio Castilla                      | Cuba    |
| Die blinde Eule                       | Die blinde Eule                        | Mansur Madavi                        | Austria |
| El año de la peste                    | El año de la peste                     | Felipe Cazals                        | España  |
| El proceso de Burgos                  | El proceso de Burgos                   | Imanol Uribe                         | España  |
| Il piccolo Archimede                  | Il piccolo Archimede                   | Gianni Amelio                        | Italia  |
| Más fuerte que el fuego               | Im Feuer bestanden                     | Walter Heynowski y Gerhard Scheumann | RFA     |
| La triple muerte del tercer personaje | La triple mort du troisième personnage | Helvio Soto                          | Francia |
| Le rose di Danzica                    | Le rose di Danzica                     | Alberto Bevilacqua                   | Italia  |
| Mamá cumple cien años                 | Mamá cumple cien años                  | Carlos Saura                         | España  |
| Maratón de otoño                      | Osenniy marafon                        | Guiorgui Danelia                     | URSS    |
| El corredor                           | Running                                | Steven Hilliard Stern                | Canadá  |
| Saint Jack                            | Saint Jack                             | Peter Bogdanovich                    | EE.UU.  |
| Cuernos a la catalana                 | Salut i força al canut                 | Francesc Bellmunt                    | España  |
| El mago de Lublin                     | The Magician of Lublin                 | Menahem Golan                        | Israel  |
| Nightmares                            | Zmory                                  | Wojciech Marczewski                  | Polonia |

### Fuera de concurso
| Título en España | Título original | Director(es)         | País   |
| ---------------- | --------------- | -------------------- | ------ |
| Apocalypse Now   | Apocalypse Now  | Francis Ford Coppola | EE.UU. |
| La luna          | La luna         | Bernardo Bertolucci  | Italia |
| El prado         | Il prato        | Hermanos Taviani     | Italia |
| Manhattan        | Manhattan       | Woody Allen          | EE.UU. |

### Nuevos Realizadores[13]
| Título original           | Director(es)          | País     |
| ------------------------- | --------------------- | -------- |
| Albert - warum?           | Josef Rödl            | RFA      |
| El camino dorado          | Ramón Saldías         | España   |
| Fagyöngyök                | Judit Ember           | Hungría  |
| Félicité                  | Christine Pascal      | Francia  |
| Fremd bin ich eingezogen  | Titus Leber           | RFA      |
| Gamin                     | Ciro Durán            | Colombia |
| Inainte de tacere         | Alexa Visarion        | Rumanía  |
| Memorias de Leticia Valle | Miguel Ángel Rivas    | España   |
| New Old                   | Pierre Clémenti       | Francia  |
| Old Boyfriends            | Joan Tewkesbury       | EE.UU.   |
| Rockers                   | Ted Bafaloukos        | Jamaica  |
| Taxidi tou melitos        | Giorgos Panousopoulos | Grecia   |
| Un'emozione in più        | Francesco Longo       | Italia   |

### Panorama arte y ensayo[14]
| Título original             | Director(es)             | País      |
| --------------------------- | ------------------------ | --------- |
| Allonsanfan                 | Hermanos Taviani         | Italia    |
| Andrei Rublev               | Andrei Tarkovsky         | URSS      |
| Bilbao                      | Bigas Luna               | España    |
| El bosque de abedules       | Andrzej Wajda            | Polonia   |
| Tiro de gracia              | Volker Schlöndorff       | RFA       |
| La ternura de los lobos     | Ulli Lommel              | RFA       |
| La ley del más fuerte       | Rainer Werner Fassbinder | RFA       |
| Iluminación                 | Krzysztof Zanussi        | Polonia   |
| Soy curiosa (Amarillo/Azul) | Vilgot Sjöman            | Suecia    |
| El enemigo principal        | Jorge Sanjinés           | Bolivia   |
| La última mujer             | Marco Ferreri            | Italia    |
| La golfa                    | Jean Renoir              | Francia   |
| La gran comilona            | Marco Ferreri            | Francia   |
| La nova cançó               | Francesc Bellmunt        | España    |
| Salmo rojo                  | Miklós Jancsó            | Hungría   |
| El fascismo ordinario       | Mikhail Romm             | URSS      |
| Villa Paraíso               | Gunnel Lindblom          | Suecia    |
| La perla de la corona       | Kazimierz Kutz           | Polonia   |
| Forajidos salvajes          | Monte Hellman            | EE.UU.    |
| Días tranquilos en Clichy   | Jens Jørgen Thorsen      | Dinamarca |
| El hombre clave             | Robert Mulligan          | EE.UU.    |

## Palmarés
Ganadores de la Sección no oficial del 27º Festival Internacional de Cine de San Sebastián de 1979:
- Concha de Oro a la mejor película: Maratón de otoño de Guiorgui Danelia
- Concha de Oro (cortometraje): Ikuska-3 de Antton Merikaetxeberria
- Concha de Plata a la mejor dirección: Pál Gábor por Angi Vera
- Concha de Plata a la mejor fotografía y efectos especiales: Alien de Ridley Scott
- Concha de Plata a la mejor actriz: Laura Betti, por Il piccolo Archimede
- Concha de Plata al mejor actor: Nelson Villagra, por Prisioneros desaparecidos
- Premio Perla del Cantábrico a la mejor película de habla hispana: El proceso de Burgos de Imanol Uribe
- Premio especial del Jurado: Mamá cumple cien años de Carlos Saura
- Premio Donostia a los Nuevos Realizadores (ex-aequo)
  - Gamín de Ciro Durán
  - Un'emozione in più de Francesco Longo